# Ludvig Joseph Flamand
Ludvig Joseph Flamand, (27. juni 1800 – 9. marts 1879) var en dansk litterat.
L.J. Flamand blev født i København af borgerlige forældre. Han kom i boghandlerlære og optrådte tidlig som oversætter af engelsk og tysk underholdende litteratur.
Flamand udgav desuden en række historiske skrifter, således Det oldenborgske Kongehus (1841), Danmarks Historie fra Christian I til Nutiden (1848), Slagene ved Fredericia og Isted (1853), Christian VII’s Hof (1854), Frederik VI’s Hof (1855), alle ledsagede af portrætter. Derudover en række af Historiske Fortællinger, dokumentariske historiske romaner, også ledsaget af illustrationer og udgivet under pseudonymet "Guldberg". Illustration af historiske arbejder var den gang noget nyt, og ved de smukt udførte litografier samt de indsamlede oplysninger vandt Flamands bøger, uagtet forfatterens forholdsvis overfladiske og ikke altid helt pålidelige kundskaber, en ikke ringe udbredelse og tilfredsstillede også et vist savn i den danske læseverden efter populær historisk litteratur.
Flamand blev gift 1825 med Johanne Cecilie Hansen (død 4. marts 1874).